# Swietłograd
Swietłograd (ros. Светлоград) – miasto w południowej Rosji, w Kraju Stawropolskim, na Kaukazie Północnym. Położone w odległości 90 km na północny wschód od Stawropola na zboczu góry Kucaj, nad rzeką Kałaus (dopływ Manycza Wschodniego). 

Miasto zamieszkuje 39,5 tys. mieszkańców (dane z 2008).

Założone w 1786 roku jako Piotrowskoje, nazwane po imieniu pierwszego z osiedleńców Piotra Burłaka.

W 1965 otrzymał status miasta i zmienił nazwę na Swietłograd.

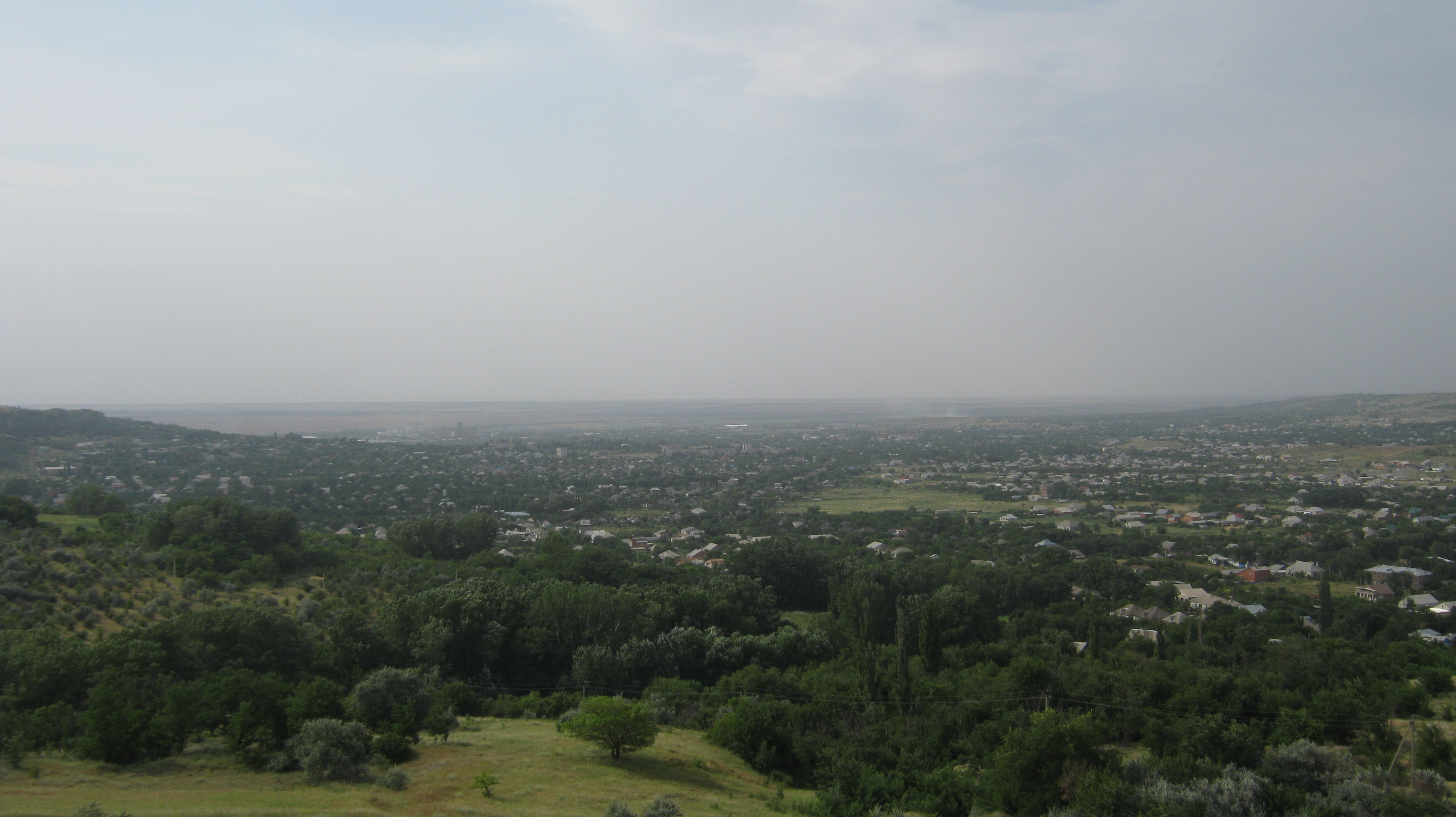